# Muhammad Saïd al-Ashmawi
Muhammad Saïd al-Ashmawi ou Muhammad Sa'id al-'Ashmawi (en arabe محمد سعيد العشماوي), né en 1932 et mort en 2013, est un homme de loi égyptien et un penseur libéral de l'islam, qui s'oppose avec force à l'islamisme ou islam politique. Il est considéré comme l'une des figures les plus influentes dans le débat en Égypte sur les relations entre islam et politique.
Il a reçu sa formation en droit à l'Université du Caire, et l'a complétée à Harvard. Il est nommé procureur à Alexandrie, puis juge en 1961. En 1977, il devient conseiller d'État. Devenu président de la Cour suprême et de la Haute Cour pour la Sûreté de l'État, il a pris sa retraite en 1993,.

## Critique de l'islam politique (al-islam al-siyasi)
Il pense que l'islam politique est en contradiction avec l'islam véritable, l'islam éclairé. Il condamne sévèrement l'instrumentalisation politique de l'islam. La violence qui a ensanglanté l'histoire de l'islam est due à cette exploitation de la religion à des fins politiques : les juristes au service des califes ont utilisé les versets coraniques et la tradition prophétique pour justifier après coup des comportements qui sont contraires à l'esprit de l'islam. Les califes se sont présentés comme des représentants de Dieu. Il est urgent, pour al-'Achmawi, de mettre fin à cette « confusion désastreuse entre la dignité de Prophète et la fonction de calife. » Séparer la religion de la politique, c'est se convaincre que le gouvernant est un simple mortel, qui doit répondre de ses actes devant les hommes. Le message prophétique exprimé dans le Coran n'est selon lui pas essentiellement politique ou juridique, mais avant tout éthique. Il fonde cette affirmation sur les statistiques : les versets coraniques à valeur juridique ne représentent qu'une petite partie du message, qui est avant tout un appel à la bienveillance et à la moralité. Le jihad a selon lui essentiellement un sens spirituel, celui d'un effort sur soi-même. Al-'Achmawi valorise le travail : les bonnes actions, ce n'est pas seulement accomplir les obligations rituelles, c'est se rendre utile au reste de la société.
Al-'Achmawi est favorable à l'application de la chari'a. Mais à condition de bien comprendre quelle est l'essence de l'islam et la nature véritable de la chari'a. Il conçoit la Loi révélée comme dynamique. Elle n'est pas intemporelle et abstraite de la réalité. Il en veut pour preuve la pratique de l'abrogation, par laquelle un verset du Coran annule et en actualise un précédent. Ce procédé, admis dès les premiers temps de l'islam, atteste de la nature évolutive de la prophétie, qui s'adapte à la réalité historique. En outre, si la Loi révélée, à l'époque de Muhammad, était de nature vivante et même dialoguée, ce n'est plus le cas après la mort du Prophète. De son vivant, Dieu peut corriger son messager, voire le réprimander comme dans la sourate LXXX (ʿabasa), où il lui reproche d'avoir fait mauvais accueil à un aveugle. En revanche, par la suite, du fait du scellement de la prophétie - Muhammad est le dernier des envoyés de Dieu -, les erreurs ne peuvent plus être rectifiées. Al-'Achmawi y voit la preuve que la Loi mise en œuvre après la mort du Prophète n'est pas la loi divine telle quelle, mais une interprétation humaine, et donc relative, de cette Loi. Voilà qui rappelle la distinction faite par Abdulkarim Souroush entre religion et religiosité, ou islam et interprétation de l'islam. Or, la chari'a véritable se caractérise par la clémence.

## Le hijab, affaire politique
Ḥaqīqa al-ḥijāb wa-ḥujjiyya al-ḥadīth est un texte qui comporte deux parties. Dans la première, le lecteur trouve un article, initialement publié par al-'Achmawi dans la revue égyptienne Rose al-Yusuf en 1994 et intitulé « al-hijab fî al-islam » (« Le hijab dans l'islam »). L'article est suivi de la réaction de Mohamed Saïd Tantawi, mufti d'Égypte, publiée dans la même revue, puis de la réponse d'al-'Achmawi, ensuite du commentaire d'al-'Achmawi sur une fatwa émise par l'université al-Azhar. La seconde partie, intitulée « ḥujjiyya al-ḥadīth », concerne l'authenticité des traditions prophétiques.
Dans l'article original, l'auteur s'interroge sur la nature du hijab : s'agit-il, comme l'affirment ses partisans, d'une obligation religieuse (farida dinia) ou, au contraire, d'un slogan politique (chi'ar siyasî) ?
Pour répondre, l'auteur examine les sources alléguées par les défenseurs du hijab. D'abord trois versets coraniques. Un seul concerne explicitement le hijab, c'est le verset XXXIII, 53 où le Prophète recommande à ses hôtes de parler à ses épouses à travers un hijab. Al-'Achmawi conclut de son analyse que la règle ne concerne que les épouses du Prophète, et que le « voile » mentionné est une sorte de rideau, situé entre les fidèles et les femmes. Un deuxième verset parle du khimar (XXIV, 31) : l'auteur remarque que le Prophète, loin d'imposer une tenue en particulier (zaa bi'aynih), conseille aux femmes, qui portaient le khimar rejeté sur le dos, de le ramener sur leur poitrine. Le troisième (verset XXXIII, 59) mentionne le jilbab. L'intention, selon al-'Achmawi, est de distinguer les croyantes des esclaves. Ce motif n'ayant plus d'actualité, la règle n'a plus de raison d'être.
Mais les partisans du voile évoquent aussi deux hadiths (paroles attribuées au Prophète). S'adressant à la jeune Asma, Muhamad lui aurait dit qu'une femme pubère ne doit montrer que « ceci » - et il désigne alors ses mains et son visage. Cependant, les deux hadiths invoqués ne sont que des traditions isolées - des hadiths ahad, c'est-à-dire transmis par un nombre de témoins trop faible pour que leur authenticité soit assurée. En outre, al-'Achmawi s'interroge sur la valeur des règles : il faut distinguer celles qui ont une valeur universelle et intemporelle, et celles qui sont liées aux circonstances historiques (zuruf al-'asr) et au contexte de la Révélation. L'auteur achève sa démonstration en citant le verset II, 256 : lâ 'ikrât fî al-dîn (« pas de contrainte en religion »). Il explique : ce qui vaut pour la religion en général vaut à plus forte raison pour ses prescriptions particulières.
Al-'Achmawi distingue finalement « ce qu'on appelle à tort le voile » (isma khatâ bi l-hijab) du « voile authentique » (al-hijab al-haqiqa) -  qui consiste non pas dans un vêtement, mais dans l'effort que l'on fait pour résister aux tentations. Ce voile, c'est celui dont on couvre son âme pour la protéger du mal. « Le vrai voile est de refuser à l'âme ses désirs et de se retenir soi-même des péchés, sans que cela soit lié à une tenue particulière. »
La conclusion de l'auteur est sans équivoque : le hijab, dans son sens actuel, est une affaire politique (al-hijab da'wa siyasia). Il a été imposé par certains groupes islamistes comme signe de la progression de leur influence. La réalité économique a joué aussi un rôle : de nombreuses femmes sont obligées de travailler, malgré l'interdiction faite par les mêmes groupes islamistes.
Le conseiller al-'Achmawi a dû être placé sous protection policière à cause de ses publications. Il a fait l'objet de menaces de la part du groupe Jemaah jihad après la parution de son livre Uṣūl al-chariʿa que les responsables d'al-Azhar ont tenté de faire interdire à la Foire internationale du livre du Caire.
Il a écrit une trentaine de livres.

## Œuvres
- Uṣūl al-chariʿa (« Les fondements de la chari'a »), 1979 ;
- Jawhar al-Islām (« L'essence de l'islam »), 1984 ;
- Al-Riba wa l-Fa'ida fi al-Islam (« Usure et profit en islam »), 1988 ;
- Al-Shari'a al-lslamiyya wal-Qanun al-Misri (« La chari'a et la loi égyptienne »), 1988 ;
- Al-Islām al-siyāsi (« L'islam politique »), 1987, partiellement traduit en français sous le titre : L'islamisme contre l'islam, 1989, à son tour traduit en anglais sous le titre Islam and the political order, 1994,  (ISBN 1-56518-046-1) ;
- Al-Khilāfa al-Islāmiyya (« Le califat islamique »), 1990 ;
- Contre l'intégrisme islamiste, 1994 ;
- Ḥaqīqa al-ḥijāb wa-ḥujjiyya al-ḥadīth («Le hijab véritable et le hadith authentique»), 1994 ;
- al-Usul al-Misriyah li al-Yahudiyah (« Origines égyptiennes du judaïsme »).